# Зайнетдинов, Рашит Сайфутдинович
 Зайнетдинов Рашит Сайфутдинович  (18 июня 1938, Новые Коварды, Уфа, СССР — 18 декабря 2015, Уфа, Россия) — живописец, монументалист, педагог. Народный художник РБ (2008), лауреат Государственной премии РБ им. Салавата Юлаева (1995). Член СХ РФ с 1980 года.

## Биография
Родился в с. Новые Коварды Красноусольского р-на БАССР, ныне д. Н. Коварды Гафурийского района РБ.
В 1978 году окончил Уфимский институт искусств (педагог Р. М. Нурмухаметов). По окончании института до 1985 года работал гл. художником Башкирского творческо-производственного комбината.
С 1991 года преподавал в Уфимской государственной академии искусств, являясь с 1994 года деканом художественного факультета института (профессор). Жил и работал в Уфе.
Член Союза художников СССР (РФ) с 1980 года. Член творческого объединения «Артыш» с 1995 года.
Картины художника хранятся в БГХМ им. М. В. Нестерова в Уфе, Музее МВД РБ в Уфе, ГИ «Academia» (Уфа, УГАЭС), Картинная галерея г. Кумертау (РБ), Дом-музей Д. Киекбаева (д. Каран-Елга, Гафурийский район РБ), Музей А. Вахитова (дер. Каварды, Гафурийский р-н РБ), Музей Ш. Худайбердина (с. Мраково, Кугарчинский р-н РБ).

## Выставки
С 1972 года — участник республиканских, декадной, зональных, региональной и всесоюзной художественных выставок.

## Основные работы
«Скотник Ярулла», «Доярка Мунира» (оба — 1988), портреты писателей и общественных деятелей («Поэт Гали Сокрой», 1992; «А.-З. Валиди, Г. Таган, А. Инан», 1996; «Писатель А.Вахитов», 1997), жанровые работы: «Трассовики. 720-й км» (1978), триптих «Памяти отца» (1985; «Проводы», «Приказ», «День памяти»), триптих «Слово о хлебе» (1986) и др. Произведения монументального искусства: триптих «Душа земли» (1994; для интерьера филологического факультета БГУ), групповой портрет «Созвездие» (2002; для интерьера Башкирского академического театра драмы).
Являлся соавтором крупнейшей в Башкирии мозаики на ДК Синтезспирт (Городской дворец культуры) под названием «Октябрь».

## Награды и звания
- Государственная премия Республики Башкортостан им. Салавата Юлаева (1995).
- Заслуженный деятель искусств РБ (1993).
- Народный художник РБ (2008).